# Eugene Roe

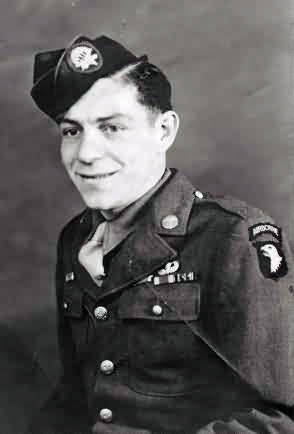
Eugene Roe

Gilbert Eugene "Gene" Roe (17 de outubro de 1921 - 30 de dezembro de 1998) foi um cabo da Easy Company, 2º Batalhão, 506º Regimento de Infantaria Pára-quedista, na 101ª Divisão Aerotransportada do Exército dos Estados Unidos durante a Segunda Guerra Mundial. Roe foi retratado na minissérie da HBO Band of Brothers por Shane Taylor.

## Biografia
Eugene nasceu em Bayou Chene, Louisiana filho de Ed Roe e Verret Maud. Roe abandonou a escola durante seus anos elementares. Eugene se alistou em 12 de dezembro de 1942 em Lafayette, Louisiana.
Roe foi um dos padioleiros da Easy Company. Ele participou da Batalha da Normandia, França, da Operação Market Garden na Holanda. Enquanto estava na Holanda, ele foi ferido em 17 de setembro de 1944. Eugene também participou da Batalha do Bulge em Bastogne. Na minissérie Band of Brothers, o 6º episódio(Bastogne) é contado sob seu ponto de vista. Mesmo tendo sido mencionado poucas vezes no livro Band of Brothers de Stephen Ambrose, Roe foi descrito como um corajoso e heróico padioleiro. Ele foi dispensado do serviço militar em 17 de novembro de 1945 e chegou aos Estados Unidos 11 dias depois.
Após a guerra Eugene Roe tornou-se um pescador. Ele morreu de câncer em 1998, em Louisiana.